# Philip Noel
Philip William Noel, född 6 juni 1931 i Warwick i Rhode Island, är en amerikansk politiker (demokrat). Han var Rhode Islands guvernör 1973–1977. Innan dess var han borgmästare i Warwick 1967–1972.
Noel efterträdde 1973 Frank Licht som guvernör och efterträddes 1977 av J. Joseph Garrahy.